# البراق عبد الجليل
البراق عبد الجليل أبو الشيماء (ولد في 25 نوفمبر 1950 بمدينة مكناس، وتوفي يوم 8 نوفمبر 2018 بمكناس) هو روائي وشاعر وصحفي مغربي، كتب باللغتين العربية والفرنسية.
يعدّ البراق عبد الجليل مؤسسا للصحافة المستقلة بمكناس حيث أشرف منذ نهاية الستينات و في سن مبكرة على إصدار مجلات و جرائد بالعاصمة الإسماعيلية ليستحق بجدارة لقب عميد الصحافة المكناسية حيث أصدر جريدة الزيتونة و جريدة أنس و جريدة العهد الجديد و جريدة القبة كما كانت له مقالات تنشرها كبريات الصحف اليومية بالمغرب و العالم العربي..
درس البراق عبد الجليل في مدينة مكناس ليلتحق كأستاذ بالمعهد الإسلامي بالمدينة و هو في سن مبكرة و يدرس بمختلف ثانويات المدينة كالزهراوي و النهضة .
له تجارب مسرحية و سينمائية حيث أسس معهد نادي شادي عبد السلام للسينما و التلفزيون و المسرح في بداية الثمانينات .
كتب القصة القصيرة بشكل كبير و نشرت له محلة الآداب البيروتية العديد من القصص القصيرة .
ركز البراق في كتاباته على مدينة مكناس و هموم الإنسان المكناسي كما ألّف في الشعر والخيال و المسرح وتداول قضايا كثيرة في الفلسفة والأدب و القصة القصيرة
البراق كان صوت مكناس المثقف بكتاباته اللاذعة وبآراءه الفكرية الرصينة و بعلاقاته الممتدة في الوطن العربي و أمريكا اللاتينية مع كتاب و شعراء و روائيين و صحفيين.

## وفاته
توفي الأستاذ البراق عبد الجليل بعد حياة حافلة من الإبداع و العطاء الفكري و الأدبي يوم 8 نونبر 2018 و وري جثمانه الثرى بمقبرة المنار بمكناس في موكب جنائزي رهيب حضرته فعاليات سياسية وثقافية ورياضية وفنية بالمدينة حيث حج لجنازته الآلاف من أبناء المدينة.

## من مؤلفاته
ألّف في الشعر والخيال و المسرح وتداول قضايا كثيرة في الفلسفة والأدب و القصة القصيرة
- و من مجموعاته القصصية في إنتظارالصباح و الرمادي الداكن.[2][3]

## وصلات خارجية
- كواليس تحتفي بمنجز الأديب والإعلامي المغربي الراحل أبو الشيماء البراق عبد الجليل/ احمد الشيخاوي
- ا